# Verus (tegenkeizer)
Verus (? - 219) was een Romeinse politicus, die in 219 een usurpator werd tegen Elagabalus.

## Leven
Verus was een ambitieuze homo novus, die zijn rang als centurio als springplank in de Senaat gebruikte. Later werd hij tot commandant van het legio III Gallica benoemd en nam daarmee een eenheid over, waarvan de soldaten in toenemende mate ontevreden waren met de heerschappij van de toenmalige keizer Elagabalus.
In 219 rebelleerden de legionairs openlijk. Verus stelde zich aan het hoofd van deze beweging en riep zichzelf uit tot keizer (Cassius Dio 80,7). Hij had echter de macht van de jonge Elagabalus duidelijk onderschat. Het legioen werd vernietigend verslagen en Verus zelf gevangengenomen en terechtgesteld. Ten slotte werd het legioen door Elagabalus opgeheven en hun vroegere standplaats Tyros werd de prestigieuze status van metropolis ontnomen.